# Lothar Franzkowiak
Lothar Franzkowiak (* 1952 in Helmstedt) ist ein deutscher Richter.
Franzkowiak wuchs in Wolfsburg auf. Er absolvierte den Grundwehrdienst und ging anschließend an die Universität Göttingen. Dort studierte er Rechtswissenschaften. Das Referendariat verbrachte er am Oberlandesgericht Braunschweig. Danach war er als Richter am Verwaltungsgericht Braunschweig tätig. Er wurde nach der Wiedervereinigung 1991 als Richter an das Oberverwaltungsgericht Magdeburg abgeordnet. Dort war er bis zu seiner Versetzung in den Ruhestand im Februar 2017 eingesetzt, ab 2006 als Vorsitzender Richter.
Franzkowiak war seit 1998 neben seiner Richtertätigkeit als wissenschaftlicher Mitarbeiter und Pressesprecher am Landesverfassungsgericht Sachsen-Anhalt in Dessau-Roßlau tätig und wurde 2007 vom Landtag von Sachsen-Anhalt zum Mitglied und Vizepräsidenten des Landesverfassungsgerichts gewählt. Nachdem der Präsident des Verfassungsgerichts Winfried Schubert in den Ruhestand gegangen war, wurde Franzkowiak am 28. September 2017 zu dessen Nachfolger im Präsidentenamt gewählt. Sein Nachfolger als Präsident des Landesverfassungsgerichts wurde Uwe Wegehaupt.